# JNAerator
JNAerator é uma Ferramenta de programação para a Linguagem de programação Java que analisa o Arquivo cabeçalho de C e Objective-C e gera interface Java para invocar código nativo via Java Native Access (JNA), BridJ ou Rococoa.